# Jos Wouters

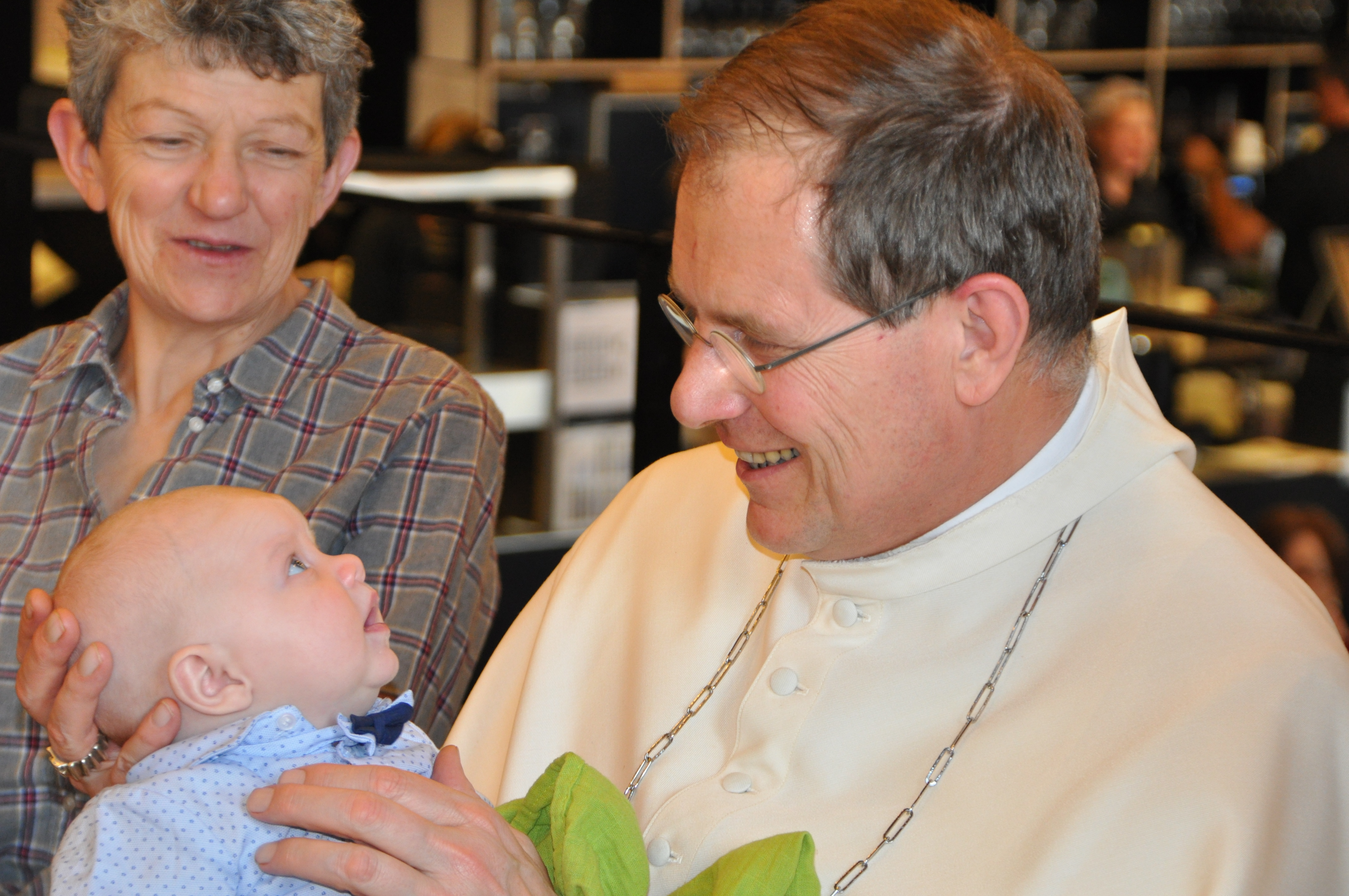
Abt Jos Wouters OPraem (2017)

Jos Wouters OPraem (* 1960) ist ein belgischer Ordensgeistlicher und seit 2018 Generalabt der Ordensgemeinschaft der Prämonstratenser-Chorherren.

## Leben
Wouters wuchs in Wommelgem in der Provinz Antwerpen auf. 1978 trat er in die Prämonstratenser-Abtei Averbode ein. Nach den Jahren der Ausbildung im Kloster studierte er später unter anderem  Theologie und Kirchenrecht an der Päpstlichen Universität Gregoriana in Rom. Nach Abschluss der Promotionsstudien wurde Routers Professor für Kirchenrecht und Richter am Diözesangericht von Mecheln. Im Jahr 2006 wählten ihn die Prämonstratenser seiner Heimatabtei Averbode zu ihrem Abt.
Das in der südlimburgischen Abtei Rolduc versammelte Generalkapitel der Prämonstratenser wählte Abt Wouters am 24. Juli 2018 in der Nachfolge von Thomas Handgrätinger zum Generalabt des Ordens.
| Vorgänger            | Amt                                                  | Nachfolger |
| -------------------- | ---------------------------------------------------- | ---------- |
| Thomas Handgrätinger | Generalabt der Prämonstratenser-Chorherren seit 2018 | —          |

| Personendaten    | Personendaten                                                            |
| ---------------- | ------------------------------------------------------------------------ |
| NAME             | Wouters, Jos                                                             |
| KURZBESCHREIBUNG | belgischer Ordensgeistlicher, Generalabt der Prämonstratenser-Chorherren |
| GEBURTSDATUM     | 1960                                                                     |